# 奥里库尔
奥里库尔（法語：Oricourt，法語發音：[ɔʁikuʁ]）是法国上索恩省的一个市镇，属于吕尔区。

## 地理
奥里库尔（47°35'43"N, 6°23'35"E）面积3.65 平方千米，位于法国勃艮第-弗朗什-孔泰大區上索恩省，该省份为法国东部内陆省份，北起顺时针与孚日省、贝尔福地区省、杜省、汝拉省、科多尔省和上马恩省接壤。
与奥里库尔接壤的市镇（或旧市镇、城区）包括：阿耶旺、阿尔珀南。

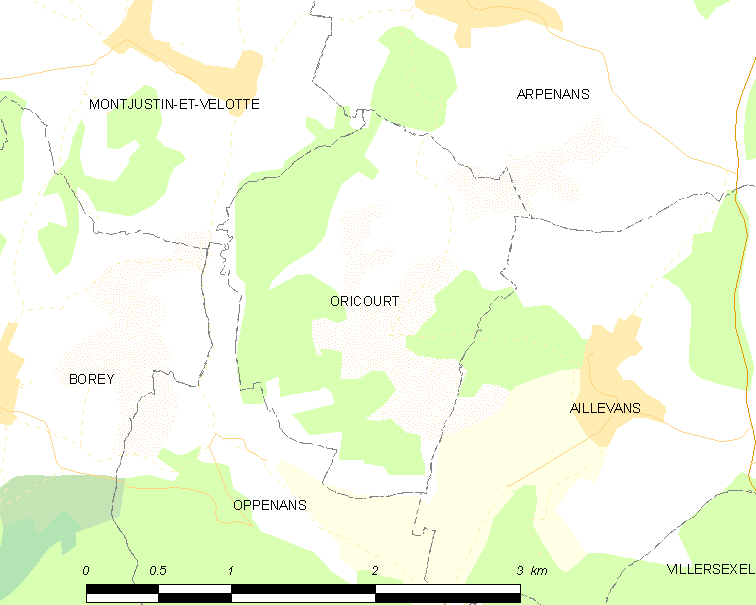
奥里库尔的OSM定位图

奥里库尔的时区为UTC+01:00、UTC+02:00（夏令时）。

## 行政
奥里库尔的邮政编码为70110，INSEE市镇编码为70396。

## 政治
奥里库尔所属的省级选区为维莱塞克塞勒县。

## 人口

1962-2008年间奥里库尔人口变化图示

奥里库尔于2022年1月1日时的人口数量为34人。